# Mème du petit ami distrait

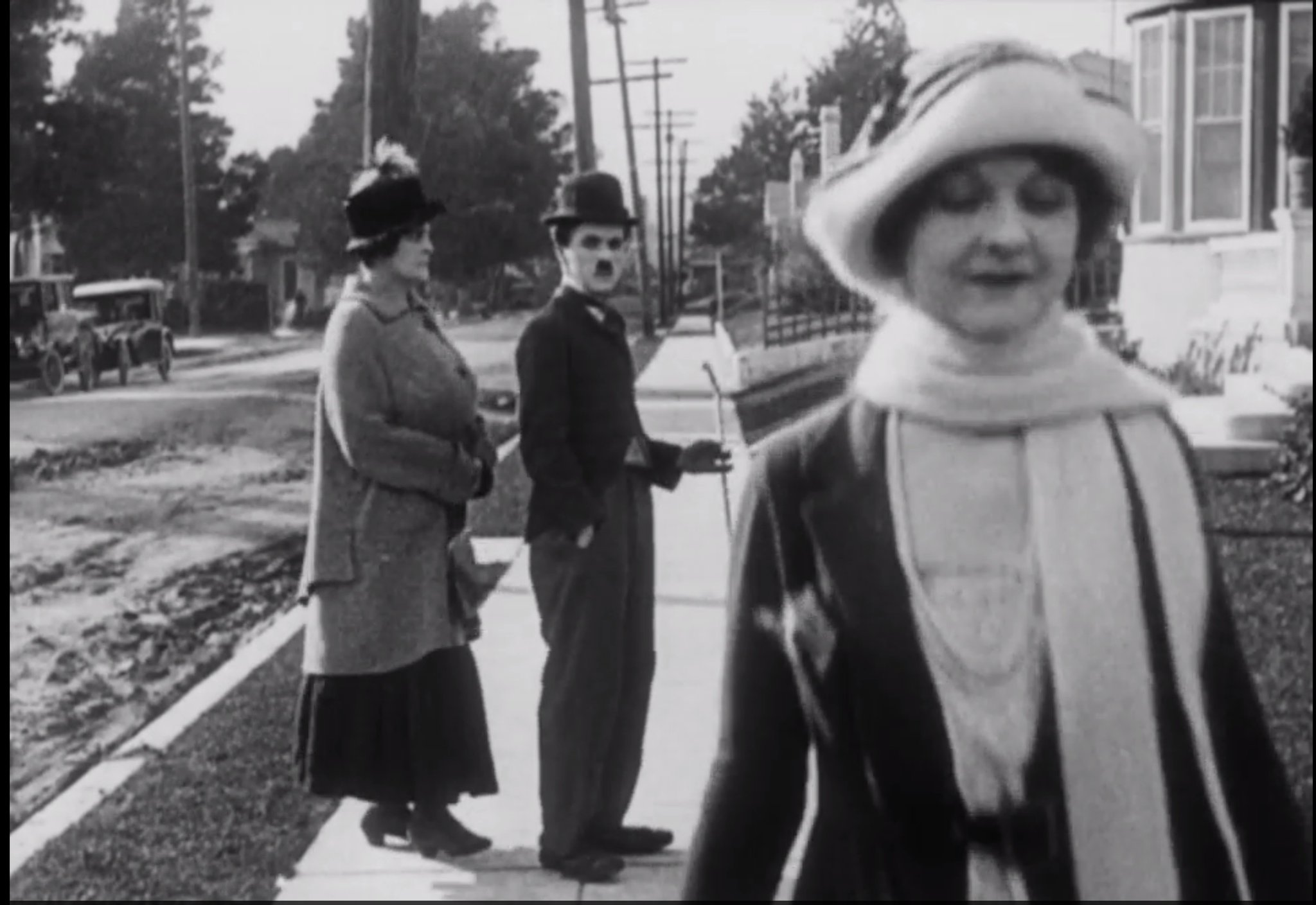
Scène du film Jour de paye (1922), dont la composition est semblable à celle du mème du petit ami distrait.

Le mème du petit ami distrait (en anglais : Distracted boyfriend meme) est un mème Internet initié au début de l'année 2017 et devenu viral à partir d'août 2017. Il tire son origine d'une image réalisée en 2015 par le photographe Antonio Guillem (d) pour une banque d'images, où l'on voit un homme se retourner en sifflant au passage d'une femme habillée en rouge, le tout sous le regard indigné de sa petite amie qui lui tient la main.

## Image
| Image externe |                                     |
|               | La photographie à l'origine du mème |

La photo d'origine est réalisée à Gérone au milieu de l'année 2015. Lors d'une entrevue pour Wired, Guillem affirme que les modèles et lui voulaient réaliser une séance photo visant à illustrer le concept d'infidélité « de manière ludique et amusante »,. Les noms des personnages du couple sont Mario et Laura. Plus tard, l'interprète de Laura a commenté la séance en affirmant que « les passants qui les voyaient simuler les scènes dans la rue s'arrêtaient et riaient. J'avais toute la peine du monde à garder mon sérieux »,.
L'image est téléversée sur le site de la banque d'images Shutterstock, avec pour légende « homme infidèle se promenant avec sa petite amie et regardant une autre femme séduisante »,. La licence de l'image implique que son utilisation est sujette à des restrictions légales, mais son auteur affirme qu'il ne compte pas intervenir auprès des personnes qui l'utilisent et la modifient de « bonne foi » dans le cadre du mème,.
Les acteurs affirment qu'ils ont été exposés pour la première fois au mème quand les gens ont commencé à publier ces images sur leur comptes de médias sociaux,. Ils en ont informé Guillem par la suite. Aucun d'eux n'imaginait l'ampleur que prendrait la chose.

## Mème

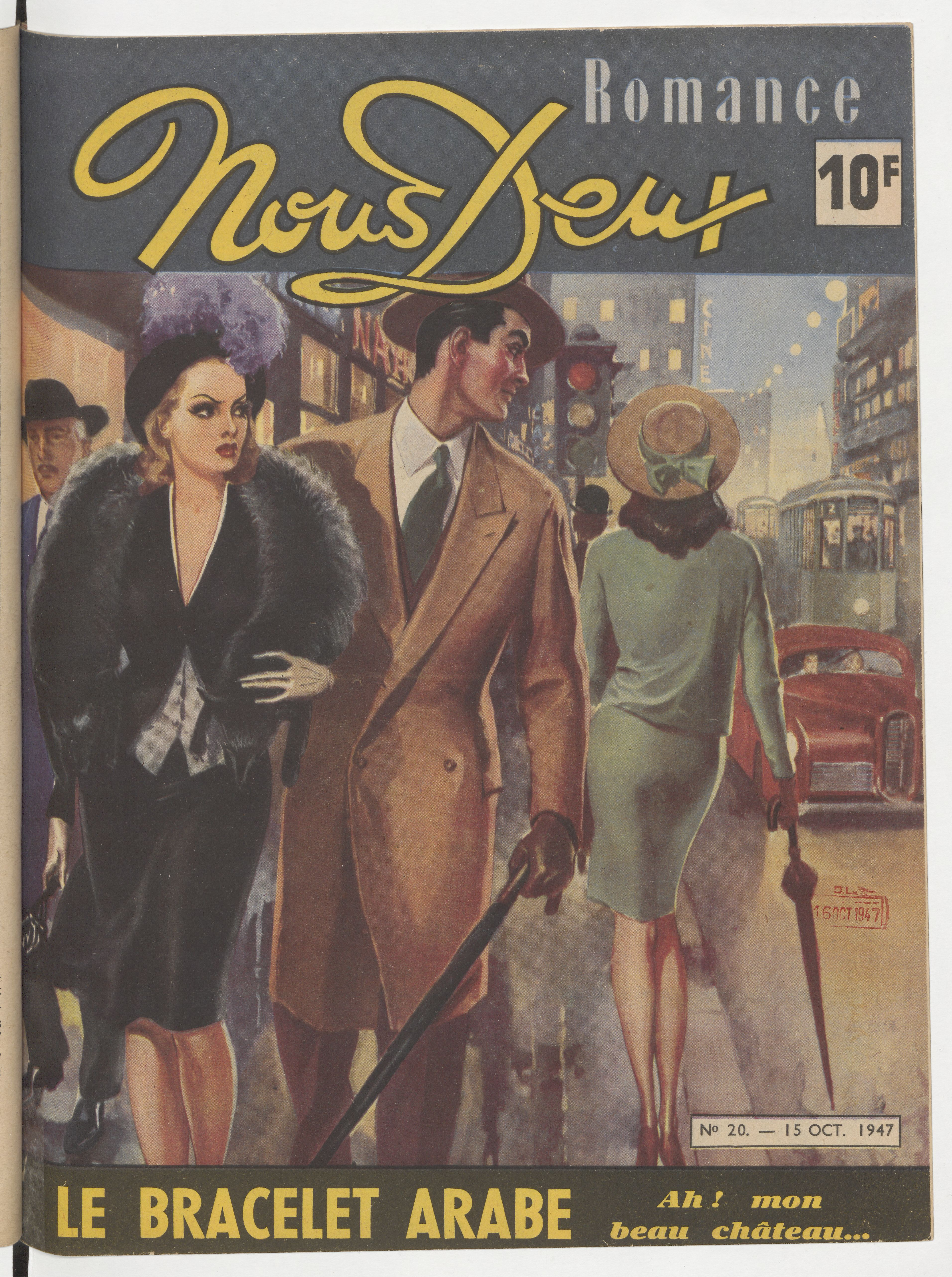
Une image tirée du magazine Nous deux (1947), à la composition similaire.

La première réutilisation connue de l'image sous forme de mème est faite sur Facebook en janvier 2017 par un groupe turc de rock progressif. La publication nomme l'homme Phil Collins, la petite amie rock progressif et la femme en rouge musique pop. Le jour suivant, le mème est repris sur une page Facebook anglophone de rock progressif, puis sur Twitter le 2 février 2017. Plus tard le même mois, l'image originale est partagée sur Instagram et appréciée plusieurs dizaines de milliers de fois.
Le mème devient viral le 19 août 2017 après qu'un utilisateur de Twitter ait repris l'image en nommant l'homme « les jeunes », la petite amie « capitalisme » et la femme en rouge, « socialisme ». L'image est reprise par un autre utilisateur du réseau social, est retweetée environ 35 000 fois et aimée près de 100 000 fois. Le mème et ses différentes variantes deviennent viraux sur Twitter, Reddit et Facebook,. D'après Adam Downer de Know Your Meme, ce mème a contribué à populariser le mème de type « étiquetage » (object labeling). La petite amie en est ainsi venue à représenter ce que l'on doit faire alors que la femme en rouge représente quelque chose de plus désirable ou risqué.
Certaines marques commencent à utiliser le mème. En janvier 2018, une version du mème publiée sur Twitter et faisant référence à la femme de Loth transformée en statue de sel est particulièrement populaire. Le mème est aussi utilisé aux États-Unis lors de la manifestation « Enough! National School Walkout (en) » de mars 2018,.
Le The New York Times publie le mème dans sa section affaires le 29 mai 2019, en référence à la possible fusion entre Renault et Fiat Chrysler Automobiles. Le petit ami est nommé « Renault », la petite amie « Nissan » et la femme en rouge « Fiat Chrysler ».

## Réception

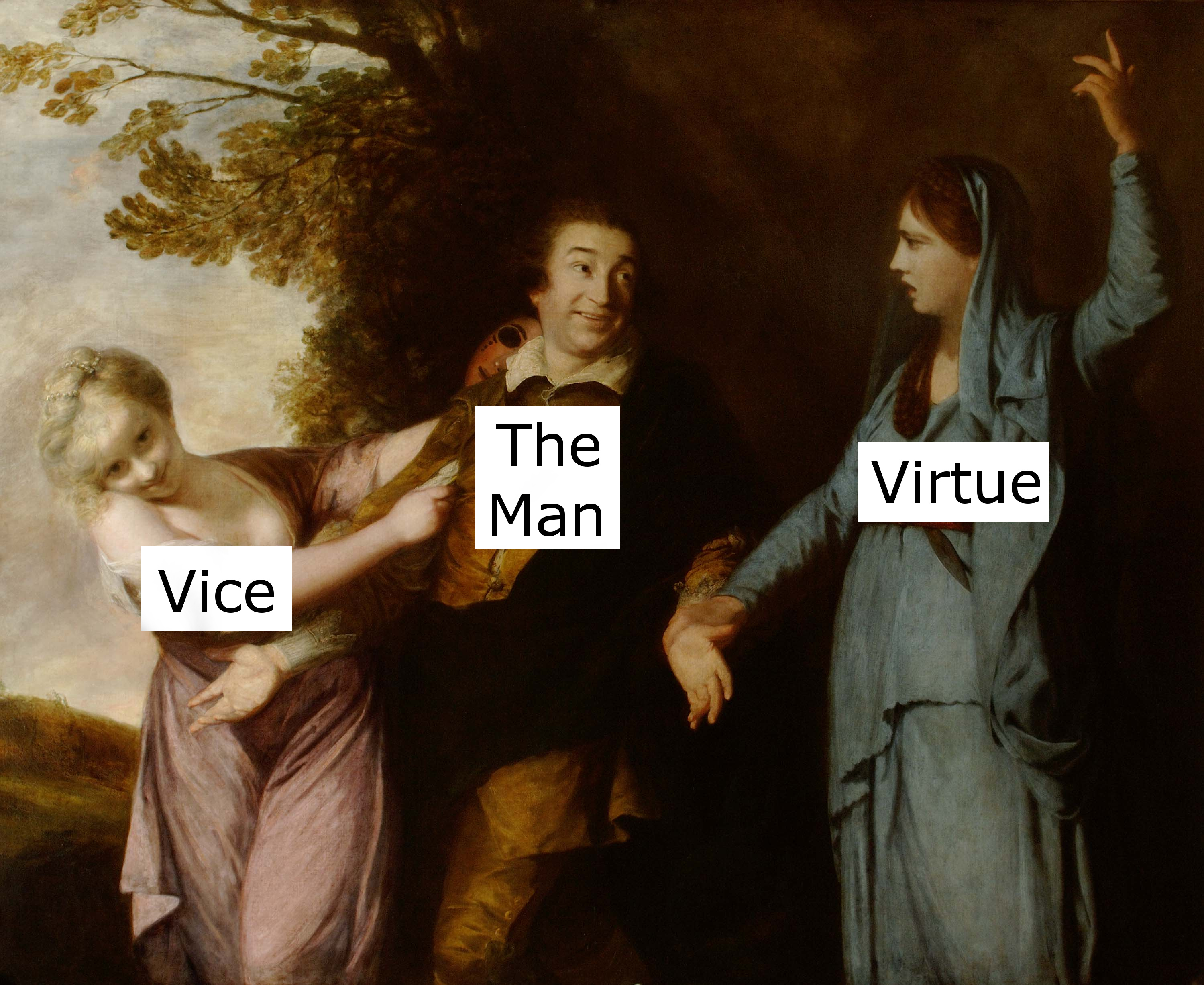
Mème inspiré par l’œuvre David Garrick Between Tragedy and Comedy.

Le mème est commenté par des publications telles The New Yorker, The Daily Dot et Paper. Il est recensé par plusieurs listes établissant les meilleurs mèmes de 2017, dont celles de NDTV, de The Next Web, de PC Magazine, de The Ringer (en) et celle de Narcity (en).
The Washington Post le liste dans son Meme Hall of Fame of 2017. En avril 2018, le mème remporte le prix du meilleur mème de 2017 lors des Shorty Awards.
Certaines critiques ont aussi été faites : sur Global Citizen (en), Joe McCarthy écrit que l'image originale illustre le harcèlement sexuel et que la plupart des réutilisations nourrissent le sexisme. En septembre 2018, l'ombudsman de la Suède pour la publicité affirme que le fournisseur d'accès à Internet Bahnhof (en) a transgressé les lois contre la discrimination de genre lorsqu'il a utilisé le mème dans une publicité où la femme en rouge représente les opportunités d'emploi de la compagnie et la petite amie, l'emploi actuel du petit ami.